# Mesure subjective
Une mesure subjective repose sur le jugement subjectif d'un individu confronté au phénomène mesuré.
Plusieurs méthodologies existent. La première est de demander aux patients comment ils se sentent. C'est à lui de faire savoir son état de santé au personnel soignant. On dit alors que c'est « un sujet pensant ». C'est-à-dire qu'il a la capacité de saisir ce qui se passe à l'intérieur de lui. La deuxième est l'hétéroévaluation. C'est une personne tierce qui va observer le patient et évaluer son état.
Les mesures subjectives sont par exemple utilisées en milieu hospitalier pour évaluer la douleur ressentie par les patients.
Elles peuvent également être mobilisées pour analyser l'interaction entre une personne et un système informatique.